# Marbach am Neckar
Marbach am Neckar là một thị trấn nằm ở huyện Ludwigsburg, thuộc bang Baden-Württemberg, Đức.

## Địa phương kết nghĩa
Marbach am Neckar kết nghĩa với:
- L'Isle-Adam, Val-d'Oise, Pháp, từ năm 1987[2]
- Washington, Missouri, Hoa Kỳ, từ năm 1990[3]
- Đồng Lăng, An Huy, Trung Quốc, từ năm 2005[4]